# رونالد أ. كاتس
رونالد أ. كاتس (بالإنجليزية: Ronald A. Katz)‏ هو مخترع أمريكي، ولد في 10 مارس 1936 في كليفلاند في الولايات المتحدة.